# Pray (Loir-et-Cher)
Pray is een gemeente in het Franse departement Loir-et-Cher (regio Centre-Val de Loire) en telt 275 inwoners (2004). De plaats maakt deel uit van het arrondissement Vendôme.

## Geografie
De oppervlakte van Pray bedraagt 10,6 km², de bevolkingsdichtheid is 25,9 inwoners per km².

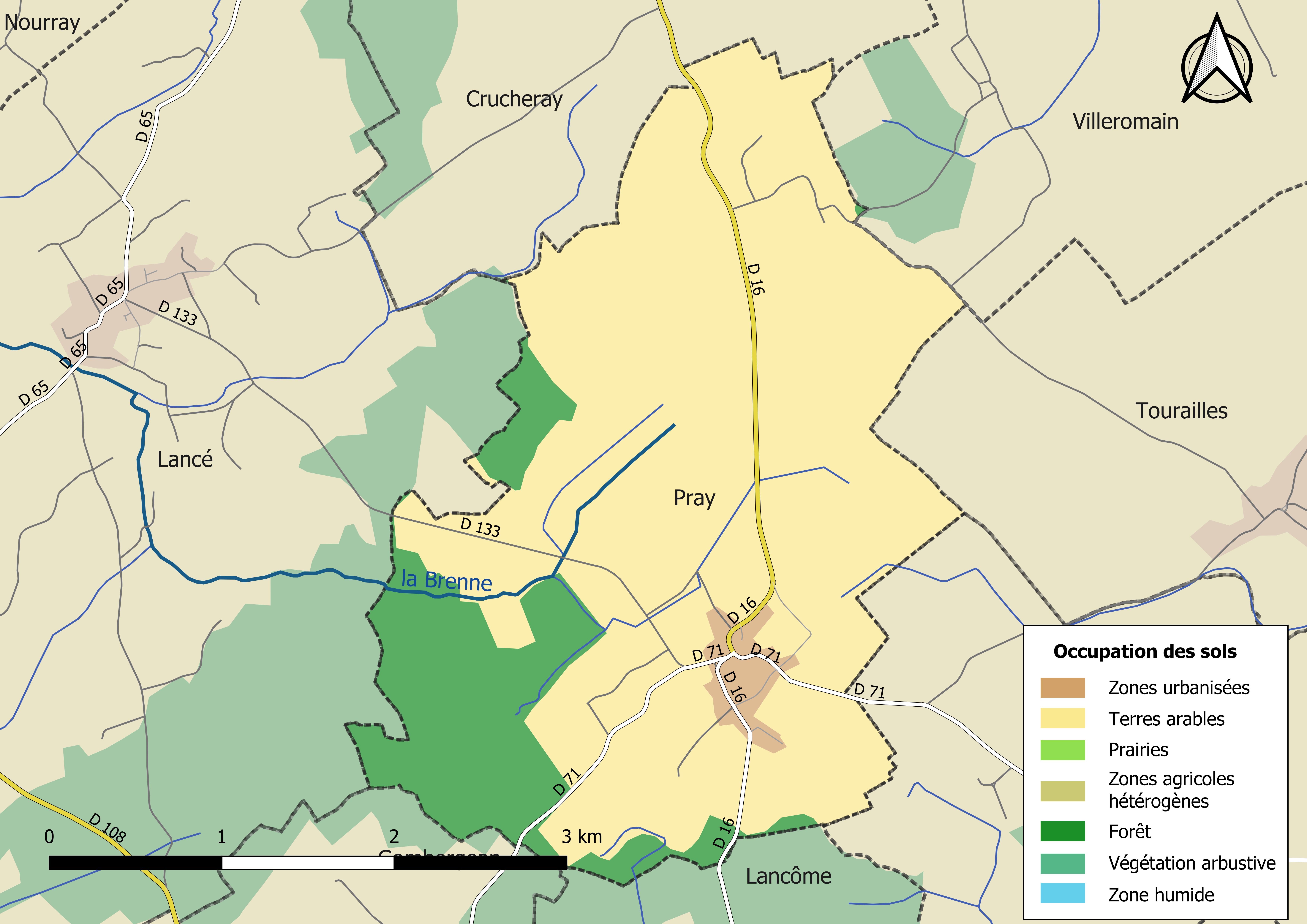
Kaart van de gemeente met de belangrijkste infrastructuur, bodemgebruik en omliggende gemeenten

## Demografie
Onderstaande figuur toont het verloop van het inwonertal (bron: INSEE-tellingen).